# Контреверс (Мазовецьке воєводство)
Контреверс (пол. Kontrewers) — село в Польщі, у гміні Стшеґово Млавського повіту Мазовецького воєводства.
Населення — 82 особи (2011).
У 1975-1998 роках село належало до Цехановського воєводства.

## Демографія
Демографічна структура станом на 31 березня 2011 року:
|          | Загалом | Допрацездатний вік | Працездатний вік | Постпрацездатний вік |
| -------- | ------- | ------------------ | ---------------- | -------------------- |
| Чоловіки | 40      | 9                  | 23               | 8                    |
| Жінки    | 42      | 12                 | 19               | 11                   |
| Разом    | 82      | 21                 | 42               | 19                   |